# Ling Jong-Hyen
Pour les articles homonymes, voir Ling.
Ling Jong-Hyen (né le 3 janvier 1956) est un athlète nord-coréen, spécialiste des courses de fond.

## Biographie
Il remporte la médaille d'or du marathon lors des championnats d'Asie 1985, à Djakarta, dans le temps de 2 h 20 min 29 s.

### Palmarès
| Date | Compétition         | Lieu     | Résultat | Épreuve  | Performance     |
| ---- | ------------------- | -------- | -------- | -------- | --------------- |
| 1985 | Championnats d'Asie | Djakarta | 1er      | Marathon | 2 h 20 min 29 s |

### Records
| Épreuve  | Performance     | Lieu   | Date          |
| -------- | --------------- | ------ | ------------- |
| Marathon | 2 h 21 min 10 s | Moscou | 1er août 1980 |